# Бабич, Ирина Леонидовна
Ирина Леонидовна Бабич (род. 17 августа 1959) — российский этнограф, доктор исторических наук, главный научный сотрудник Центра этнополитических исследований Института этнологии и антропологии имени Н. Н. Миклухо-Маклая РАН.

## Биография
Родилась 17 августа 1959 года в Майкопе. В 1978—1985 годах обучалась на историческом факультете Московского государственного университета, кафедру этнографии.
В 1986—1991 годах проходила аспирантуру в Институте этнографии АН СССР (ныне Институт этнологии и антропологии имени Н. Н. Миклухо-Маклая РАН, ИЭА РАН) под руководством А. И. Першица. В 1992 году защитила диссертацию «Народные традиции кабардинцев в общественном быту и их историческая эволюция» и получила учёную степень кандидата исторических наук.
С 1986 года работала в ИЭА РАН, занимала должности младшего научного сотрудника отдела первобытного общества, а с 1994 года — научного сотрудника, старшего научного сотрудника и ведущего научного сотрудника отдела Кавказа. Ныне является главным научным сотрудником Центра этнополитических исследований.
В 2000 году в ИЭА РАН защитила диссертацию «Правовая культура адыгов: история и современность» и получила учёную степень доктора исторических наук.

## Научная деятельность
Область научных исследований — история и этнография народов Северного и Южного Кавказа; исламоведение; юридическая антропология; межнациональные конфликты, история становления российского судопроизводства на Северном Кавказе, правовые традиции народов Северного Кавказа, традиционная кавказская культура, этнополитическая ситуация на Северном Кавказе, сельские конфликты, кровная месть, ислам, мусульманское право.
Автор 479 публикаций, входящих в РИНЦ, из них 50 входят в ядро РИНЦ. Индекс Хирша по РИНЦ — 34, по ядру РИНЦ — 3.